# Општина Алцина (Сибињ)
Алцина (рум. Alţina) општина је у Румунији у округу Сибињ.
Oпштина се налази на надморској висини од 458 m.